# Kalamare
Kalamare – wieś w Botswanie w dystrykcie Central. Według spisu ludności z 2011 roku wieś liczyła 2196 mieszkańców.